# Warugaki 1
Albums de S/mileage
2 Smile Sensation
(2013)
Compilations par S/mileage
Kanzenban 1
(2012)
Singles
1. Amanojaku
Sortie : 7 juin 2009
2. Asu wa Date na no ni, Ima Sugu Koe ga Kikitai
Sortie : 23 septembre 2009
3. Suki Chan
Sortie : 23 novembre 2009
4. Otona ni Narutte Muzukashii!!!
Sortie : 14 mars 2010
5. Yume Miru Fifteen
Sortie : 26 mai 2010
6. Gambara Nakute mo ee Nende!!
Sortie : 28 juillet 2010
7. Onaji Jikyū de Hataraku Tomodachi no Bijin Mama
Sortie : 29 septembre 2010

 Warugaki 1  (悪ガキッ①, Warugaki Ichi) est le premier album de S/mileage.

## Présentation
L'album sort le 8 décembre 2010 au Japon sur le label hachama. Il est entièrement écrit, composé et produit par Tsunku. Il atteint la 18e place du classement des ventes de l'oricon, et reste classé pendant cinq semaines. Il sort aussi dans une édition limitée avec une pochette différente et contenant un DVD en supplément.
L'album contient douze titres : cinq nouvelles chansons, et les sept chansons déjà parues en "face A" des sept singles du groupe sortis précédemment (dont les quatre premiers singles sortis en "indépendant").
Il restera le seul album enregistré par la formation originale à quatre membres, avant les nombreux changements qui auront lieu dans le groupe l'année suivante.

## Formation
Membres du groupe créditées sur l'album :
- Ayaka Wada
- Yūka Maeda
- Kanon Fukuda
- Saki Ogawa

## Titres
CD
1. Onaji Jikyū de Hataraku Tomodachi no Bijin Mama  (同じ時給で働く友達の美人ママ?)
2. Odorō yo  (踊ろうよ?)
3. Onna Bakari no Nichiyōbi  (女ばかりの日曜日?)
4. Yume Miru Fifteen  (夢見る 15歳?)
5. Shooting Star  (シューティングスター?)
6. ○○ Gambara Nakute mo ee Nende!!  (○○ がんばらなくてもええねんで!!?)
7. Suki Chan  (スキちゃん?)
8. Gakkyū Iinchō  (学級委員長?)
9. Shikkari Shite yo! Mō  (しっかりしてよ! もう?)
10. Otona ni Narutte Muzukashii!!!  (オトナになるって難しい!!!?)
11. Asu wa Date na no ni, Ima Sugu Koe ga Kikitai  (あすはデートなのに、今すぐ声が聞きたい?)
12. Amanojaku  (ぁまのじゃく?)

DVD de l'édition limitée
1. Yumemiru Fifteen (Web Mix Ver.)  (夢見る15歳) (Web Mix Ver.?)
2. ○○ Gambara Nakute mo ee Nende!! featuring Wada Ayaka Ver.  (○○ がんばらなくてもええねんで!! featuring 和田彩花Ver.?)
3. ○○ Gambara Nakute mo ee Nende!! featuring Maeda Yuuka Ver.  (○○ がんばらなくてもええねんで!! featuring 前田憂佳Ver.?)
4. ○○ Gambara Nakute mo ee Nende!! featuring Fukuda Kanon Ver.  (○○ がんばらなくてもええねんで!! featuring 福田花音Ver.?)
5. ○○ Gambara Nakute mo ee Nende!! featuring Ogawa Saki Ver.  (○○ がんばらなくてもええねんで!! featuring 小川紗季Ver.?)
6. Album Jacket (?) Making  (アルバムジャケット撮影メイキング?)
7. "Yumemiru Fifteen" (TV-Spot AR Ver.) 18 Type (「夢見る15歳」(TV-SPOT AR Ver.) 18TYPE?)
8. S/mileage Twitter (?)  (スマイレージ Twitter 講座?)
9. Twitter Hashtag (?)  (Twitterハッシュタグ講座?)

Note : il y a en fait 18 pistes sur le DVD consacrées aux 18 versions de "Yumemiru Fifteen" (TV-Spot...) ; les deux dernières pistes sont en fait numérotées 25 et 26.